# Tamanrassete (distrito)

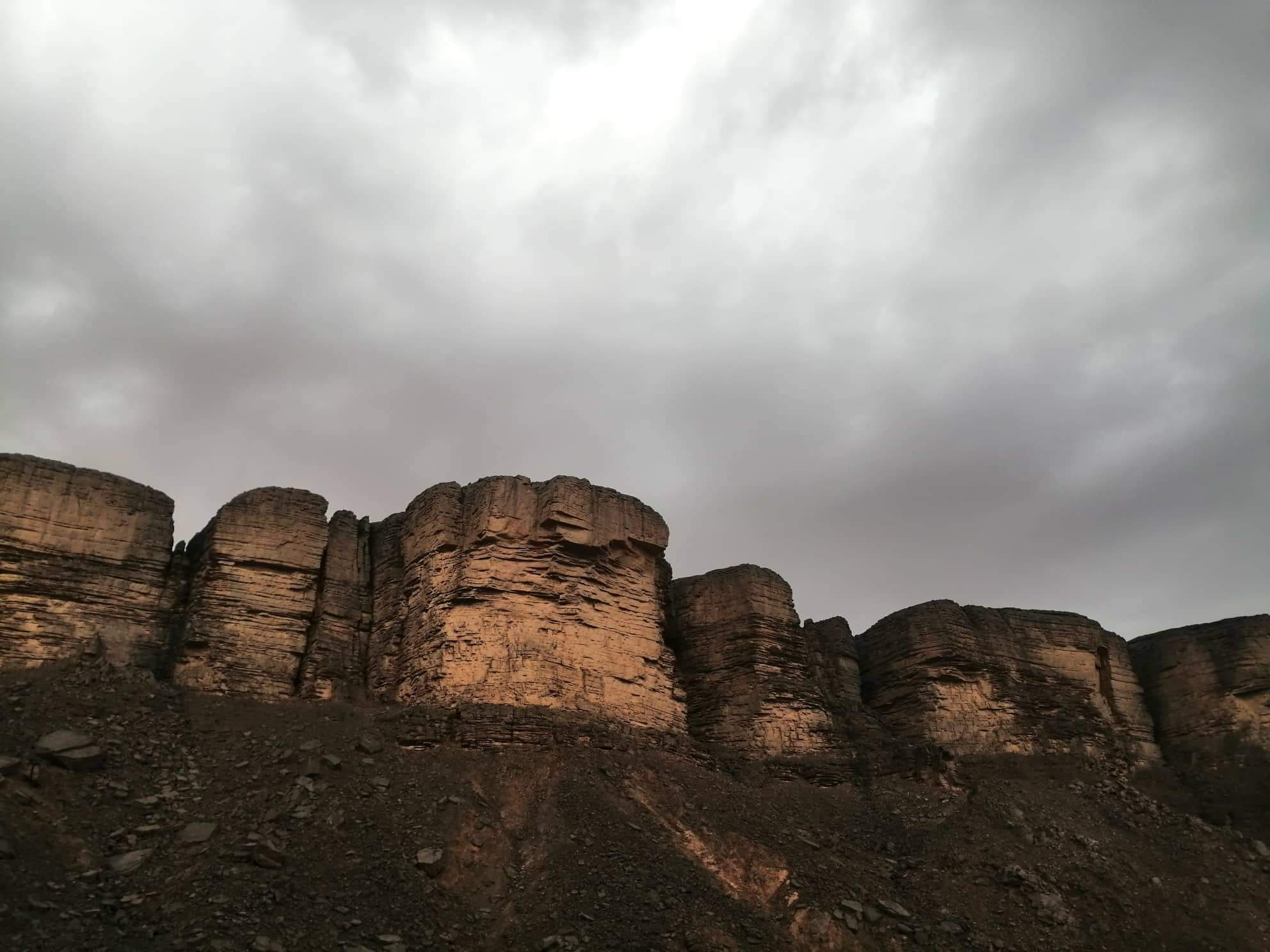
Paisaje

Tamanrassete é um distrito localizado na província de Tamanghasset, Argélia. Sua capital é a cidade de mesmo nome. A população total do distrito era de 96 843 habitantes, em 2008. É o distrito mais populoso da província (no entanto, a densidade populacional é baixa) e um dos maiores distritos do país.

## Comunas
O distrito está dividido em duas comunas:
- Tamanrassete
- In Amguel